# Садок (Могилёвская область)
Садо́к (бел. Садок) — деревня в составе Коптевского сельсовета Горецкого района Могилёвской области Республики Беларусь.

## География
Река Реместлянка.

## Население
- 1999 год — 13 человек
- 2010 год — 3 человека